# Бежаницкий, Николай Стефанович
Николай Стефанович Бежаницкий (14 декабря 1859, Соонтагская волость Лифляндской губернии, Российская империя — 14 января 1919, Тарту), протоиерей, священномученик. Причислен к лику святых Русской православной церкви в 2000 году.

## Семья и образование
Родился в потомственной священнической семье (отец и четверо братьев были священниками Рижской епархии). Окончил Рижскую духовную семинарию в 1883 году. Женился на дочери священника М. И. Казариновой.

## Священник
Был рукоположён в иерея и назначен в Воронейский приход (Варнья). Через два года был переведен в Керкау (Кергу) Перновского уезда, в 1891—1904 годах служил в Екатерининской церкви в Верро, в 1904—1908 годах — в Феллине, с 1908 года был настоятелем эстонского православного прихода Св. Георгия в Юрьеве. Был духовником благочиния в Верро и Юрьеве. В 1908 был избран председателем съезда епархиального духовенства Рижской епархии, включавшей в себя три губернии — Курляндскую, Лифляндскую и Эстляндскую.
Главными чертами его личности современники называли отзывчивость, исключительную доброту и снисходительность. Один из близко знавших его рассказывал: «Мне вспоминается, как из Верроского уезда несколько батрацких семей из-за острой нужды решили переселиться куда-то вглубь России. Были у них какой-то жалкий скарб и какие-то гроши. Бросали они свою родину, естественно, не с легким чувством. Но вместе с тем слыхали что-то о льготах для переселенцев. Было им известно, что в Верро есть добрейший батюшка Бежаницкий, и они смело пошли к нему. Он раздобыл им льготы на проезд, сам с ними в присутственные места ходил и на вокзал поехал… Какая близкая установилась связь между ними и его паствой, показывает тот факт, что даже по уходе его с какого-нибудь прихода его приглашали совершать требы в прежнее место служения». Часто бесплатно служил и совершал требы. В качестве выруского благочинного на протяжении двенадцати лет выезжал за двадцать верст по бездорожью в деревню Тиммо, ничего не беря ни за совершение треб и богослужений, ни за длительные переезды. Впоследствии благодаря его бескорыстным путешествиям в Тиммо образовался самостоятельный приход. В Феллине, будучи директором тюремного комитета, также безвозмездно совершал богослужения, выполнял требы, проводил пастырские беседы с заключенными. В Керкау на собранные им пожертвования «бедные учащиеся пользовались бесплатным обучением и получали горячую пищу»; в Верро его заботами было «устроено хорошее, новое двухэтажное здание для приходского училища»; в Феллине старался улучшить материальное положение необеспеченных сельских учителей. По его инициативе были устроены курсы для учителей вспомогательных школ, давшие очень хорошие результаты. Добился от училищного совета епархии как бесплатных пособий, так и оплаты обеденного стола для курсистов.

### Деятельность в 1905—1906 годах
Во время первой русской революции отправился в Ригу к правящему архиерею владыке Агафангелу и сообщил ему о многочисленных нарушениях прав человека, которые совершались карательными отрядами. В результате этой беседы владыка Агафангел издал послание, в котором священникам рекомендовалось «… возвышать свой голос в тех случаях, когда под тяжкие карательные мероприятия подпадали лица невинные или заслуживающие снисхождения». Заступался перед карателями за своих прихожан. Участник событий М. Таэвере в своих воспоминаниях писал: «В Олуствереской области были взяты четыре бунтовщика. Трое были лютеране. Так как наступила ночь, то расстрел был отложен до утра. Адъютант полковника Маркова, неизвестно почему, сам от себя просил священника Н. Бежаницкого и пастора немецкого прихода Миквица прийти причастить приговоренных к смерти. Была уже полночь. Старый отец Бежаницкий не только причастил приговоренного, но посреди ночи пошел и разбудил полковника Маркова, чтобы заступиться за заключенных. Полковник очень удивился, что духовное лицо вызвано причащать бунтовщиков, так как по закону таких людей расстреливают без этой милости. В результате смертный приговор отменили и обещали начать расследование. Было приблизительно 4 часа утра, когда священник Бежаницкий пришел ко мне в квартиру, Он танцевал, плакал и смеялся. Я думал, что он сошел с ума. Он сказал, что это был самый счастливый день в его жизни — он спас от смерти четырёх невинных заключенных. Я понял его состояние». Однажды, когда ходатайствовать перед кем-либо было невозможно, он укрыл у себя человека, которого искали власти.

## Арест и мученическая кончина
После того, как Тарту в декабре 1918 года был занят большевиками, приказом от 29 декабря совершение богослужений воспрещалось под страхом смерти. Распоряжение от 31 декабря предписывало всем «попам» оставить город, чему православное духовенство не подчинилось. 4 января 1919 года Совет Эстляндской трудовой коммуны (Эстонской советской республики) обнародовал приказ о конфискации всего имущества церкви. В этот же день было объявлено, что «православному попу» Бежаницкому разрешено, ввиду преклонного возраста, оставаться в городе до 20 января, однако уже 5 января он был арестован в Георгиевской церкви.
Был расстрелян вместе с епископом Платоном и настоятелем Успенского собора протоиереем Михаилом Блейве. Похоронен в Тарту, в Успенском соборе.
Причислен к лику новомучеников российских в августе 2000 года на юбилейном Архиерейском Соборе Русской Православной церкви в Москве.